# FC Teutonia Munich
Le FC Teutonia München est un club allemand de football localisé dans la ville de Munich en Bavière.

## Histoire
Le club a été formé vers le 15 novembre 1905 (sous l’appellation Fußballclub Union) et enregistré le 30 décembre 1905. Le local du club était au Restaurant "Frohsinn" dans la Hiltenspergerstrasse. La plupart des premiers matches furent disputés au coin de la Georgenstrasse et de la Hiltenspergerstrasse.
Les premiers statuts prévoyaient la pratique et le développement du football et indiquaient que le nom du club était Union München.
Le 9 juillet 1906, le club installa son local au restaurant "zum Heimgarten" dans la Schleißheimer Strasse.
Le 1er juin 1907, le club changea son appellation en Sport-Club Teutonia München. Ses statuts précisèrent que: Les membres pratiquent, développent et perfectionnent le football (Association) et les "jeux de mouvements" (en Allemand: Bewegungspielen), l’Athlétisme et le développement physique...Afin de maintenir le caractère social et de camaraderie, toute tendance politique est exclue. Cette loi comprend également le Statut Junior...Les couleurs des équipements du club sont un maillot noir avec des passementeries jaunes, portant les armoiries de la ville de Munich et un short blanc.
En 1921, le club déménagea vers Oberwiesenfeld situé au Nord de Munich et y joua son premier match, le 17 avril avec une victoire (6-2) contre le VfR Francfort. Ce fut sur ce site que 50 ans plus tard fut installé l’Olympiastadion de Munich, entre le canal de Biederstein, et les Lerchenauerstrasse et Winzererstrasse.
Le 3 janvier 1928, le club prit le nom de Fußball-Club Teutonia München.
À partir de 1930, le FC Teutonia connut des soucis financiers et les choses ne s’arrangèrent pas au fil des années. Le 8 février 1933, le club vit une nouvelle direction se mettre en place. Le 31 août 1933, le nouveau président, Max Schmidtner se déclara le droit de dissoudre le club. Ce qui fut fait le jour même. Schmidtner et le Dr Mößmer, arrivé également en février se désignèrent liquidateurs.
Par ailleurs, le 4 septembre 1931, un nouveau club avait été fondé sous l’appellation Fußballmannschaft Deutscher Sportverein München (FMDSV)
Le même jour que la dissolution du FC Teutonia fut prononcée, le Deutscher Sportverein München considéra qu’il était temps de changer d’appellation conformément aux "Principes du Führer". De nouveaux statuts furent bouclés le 15 décembre et mis en application lors d’une assemblée générale tenue le 31 décembre à la Grünen Sall der Augustinerbierhallen, au numéro 16 de la Neuhauserstrasse. La fusion entre le FC Teutonia et le DSV München fut entérinée. Le club formé reçut le nom de FC München.
Le 16 août 1934, la direction fut remplacée. Le procès-verbal de la réunion dit quer Josef Herkert, commerçant à Munich devint Président et que le Dr Mößmer avocat à Munich devint Secrétaire.
La fusion avait du plomb dans l’aile. Le 17 juillet 1935, l’ancien DSV München reçut la nouvelle appellation de FC München 05. Le 15 octobre 1937, le FC Teutonia München retrouva son nom initial et son indépendance.
Le club ne put rejouer sur son ancien site d’Oberwiesenfeld car celui-ci était désormais réservé à l’armée. Après la Seconde Guerre mondiale, le club fut reconstitué et joua dans la Belgradstrasse puis après 1950 dans la Dachauer Strasse. Depuis lors, le club est retourné dans le quartier Oberwiesenfeld à proximité de l’Olympiapark.

## Palmarès
- Champion de Kreisliga de Haute-Bavière: 1927.
- Vainqueur de la Bezirkspokal de Bavière: 1927

## Sources et liens externes
- Website officiel du FC Teutonia München